# Carlo Crivelli (compositore)
Carlo Crivelli (Roma, 15 aprile 1953) è un compositore italiano, autore di colonne sonore.
Si è diplomato nel 1983 all'Accademia Nazionale di Santa Cecilia di Roma ed è stato introdotto nel cinema dal regista Marco Bellocchio.
Nel 1997 ottiene una candidatura ai David di Donatello per il miglior musicista per la colonna sonora del film di Marco Bellocchio Il principe di Homburg.
Ha fondato l'Orchestra "Città Aperta" per la registrazione di colonne sonore.
Nel 2013 al Bif&st riceve il Premio Ennio Morricone per il miglior compositore del film Bella addormentata di Marco Bellocchio.

## Filmografia parziale

### Cinema
- 1986: Diavolo in corpo di Bellocchio
- 1987: Public Security di Gabriel Benattar
- 1988: Appuntamento a Liverpool di Marco Tullio Giordana
- 1988: La visione del sabba di Bellocchio
- 1991: La condanna di Bellocchio
- 1991: Segno di fuoco di Nino Bizzarri
- 1993: La ribelle di Aurelio Grimaldi
- 1994: Il sogno della farfalla di Bellocchio
- 1995: Diamond Swords di Denys de La Patellière
- 1995: Sogni infranti documentario  di Marco Bellocchio
- 1996: Le affinità elettive dei fratelli Taviani
- 1996: Il principe di Homburg di Bellocchio
- 1997: Maria della Baia degli Angeli di Manuel Pradal
- 1997: Elena di Marco Bellocchio
- 1998: Del perduto amore di Michele Placido
- 1999: La balia di Bellocchio
- 2001: Malefemmene di Fabio Conversi
- 2002: Ginostra di Manuel Pradal
- 2002: Un viaggio chiamato amore di Michele Placido
- 2002: Legami di famiglia di Pietro Sagliocco
- 2003: La spettatrice di Paolo Franchi
- 2006: La guerra dei fiori rossi di Zhang Yuan
- 2006: Il regista di matrimoni di Bellocchio
- 2006: Il 7 e l'8 di Ficarra e Picone e Giambattista Avellino
- 2007: Una ballata bianca di Stefano Odoardi
- 2009: Vincere di Bellocchio
- 2009: La blonde aux seins nus di Manuel Pradal
- 2009: Matrimoni e altri disastri di Nina Di Majo
- 2010: La passione di Carlo Mazzacurati
- 2011: Tom le cancre di Manuel Pradal
- 2012: È stato il figlio di Daniele Ciprì
- 2012: Bella addormentata di Marco Bellocchio
- 2014: Andiamo a quel paese di Ficarra e Picone

- 2015: Sangue del mio sangue di Marco Bellocchio
- 2016: Fai bei sogni di Marco Bellocchio
- 2017: L'ora legale di Ficarra e Picone
- 2017: Il senso della bellezza - Arte e scienza al CERN documentario Valerio Jalongo
- 2018: Io sono Tempesta di Daniele Luchetti
- 2019: Il primo Natale di Ficarra e Picone
- 2022: Il giorno più bello di Andrea Zalone

### Televisione
- 1989: Bambino in fuga (miniserie) di Mario Caiano
- 1997: L'appartamento di Francesca Pirani
- 2003: Salvo D'Acquisto di Alberto Sironi
- 2004: Virginia, la monaca di Monza di Alberto Sironi
- 2007: L'avvocato Guerrieri - Testimone inconsapevole di Alberto Sironi
- 2007: Era mio fratello di Claudio Bonivento
- 2011: Storia di Laura di Andrea Porporati